# Sân bay Dogondoutchi
Sân bay Dogondoutchi (ICAO: DRRC) là một sân bay ở Dogondoutchi, Niger.